# Ferrante Gonzaga
Ferrante Gonzaga (ur. 28 stycznia 1507 w Mantui, zm. 15 listopada 1557 w Brukseli) – włoski kondotier, hrabia Guastalli i wicekról Mediolanu.

## Życiorys
Był synem Franciszka II Gonzagi i Izabeli d'Este. W młodości został przeznaczony do kariery wojskowej – walczył m.in. w Hiszpanii, a następnie został wcielony do armii cesarskiej Karola V. W 1539 roku zakupił hrabstwo w Guastalli. Z rekomendacji cesarza, Ferrante został w 1546 wicekrólem Mediolanu. Stało się to wbrew Pawłowi III, który oczekiwał, że na to stanowisko zajmie jego wnuk, a zarazem zięć Karola V, Ottavio Farnese. Papież był temu, tym bardziej przeciwny, że Gonzagowie byli wrogami rodu Farnese. W tym samym roku zrodził się ostry konflikt pomiędzy Gonzagą a synem papieża, Pierluigim Farnese. Wynikał on nie tylko z wrogości pomiędzy rodami, ale także z niebezpiecznego i autokratycznego stylu rządzenia władcy, sąsiadującej z Mediolanem, Parmy. Gonzaga usiłował namówić cesarza, na wydanie zgody na siłowe usunięcie papieskiego syna, którą otrzymał jednak dopiero 31 maja 1547. Władca Mediolanu zorganizował spisek i 10 września doprowadził do zamordowania Pierluigiego.
Dwa lata później, w celu zawiązania korzystnych sojuszy, Paweł III chciał oddać Parmę Karolowi V, odzyskując Piacenzę na rzecz Państwa Kościelnego. Panujący w Parmie, Ottavio Farnese nie chciał na to przystać, więc sprzymierzył się z Ferrante Gonzagą i bezskutecznie usiłował odbić księstwo siłą. Krótko po elekcji nowego papieża, wybuchł otwarty konflikt pomiędzy Ottaviem a Juliuszem III. Doprowadziło to także do wojny pomiędzy Walezjuszami i Habsburgami. Ferrante Gonzaga stanął wówczas na czele wojsk cesarskich, które wraz z wojskami papieskimi przeciwstawiły się Francji. Konflikt ostatecznie zakończył się porażką połączonych armii Juliusza III i Karola V, a papież musiał podpisać niekorzystny pokój (1552). W 1554 roku Gonzaga został odwołany ze stanowiska wicekróla Mediolanu. Trzy lata później uczestniczył w bitwie pod Saint-Quentin, podczas której spadł z konia i w konsekwencji zmarł.
W 1534 ożenił się z Isabellą di Capua i miał z nią co najmniej troje dzieci: Cesarego i dwóch kardynałów Francesca i Giana Vincenzo. Po śmierci Ferrante, władzę w Guastalli przejął jego najstarszy syn Cesare Gonzaga.